# Pseudoterpna lesuraria
Pseudoterpna lesuraria är en fjärilsart som beskrevs av  1933. Pseudoterpna lesuraria ingår i släktet Pseudoterpna och familjen mätare. Inga underarter finns listade.